# Lestidiops bathyopteryx
Lestidiops bathyopteryx är en fiskart som först beskrevs av Fowler, 1944.  Lestidiops bathyopteryx ingår i släktet Lestidiops och familjen laxtobisfiskar. Inga underarter finns listade i Catalogue of Life.